# Čemerno (montagne)
Pour les articles homonymes, voir Čemerno.
Le mont Čemerno (en serbe cyrillique : Чемерно) est une montagne du sud-ouest de la Serbie. Son point culminant, le pic de Smrdljuč, s'élève à une altitude de 1 579 m.
Le Čemerno est rattaché au groupe des montagnes de Stari Vlah, dans les Alpes dinariques.

## Géographie et géologie

### Topographie et hydrologie
Le Čemerno est situé au sud-ouest de la Serbie centrale, sur la rive gauche de l'Ibar, au nord du village de Studenica. Au sud, la montagne est bordée par la vallée de la Studenica et, au nord, par les rivières Dubočica et Borošnica. D'ouest en est, il s'étend sur une longueur d'environ 21 km. Outre son point culminant, le Smrdljuč, les pics les plus élevés de cette montagne sont la Gusarica (1 535 m), le Gvozdac (1 456 m), le Rudo brd (1 454 m), le  Tičije brdo (1 430 m), le Goleš (1 348 m) et la Mršva livada (1 250 m).
De nombreuses sources jaillissent dans la montagne.

### Flore
La plus grande partie du mont Čemerno est couverte de forêts, avec des zones de pâturages.